# حمله به اقیانوس هند (۱۹۴۴)
در مارس ۱۹۴۴، در عملیات اس‌ای شماره ۱، نیرویی متشکل از سه رزم‌ناو سنگین نیروی دریایی امپراتوری ژاپن به کشتی‌های متفقین در اقیانوس هند حمله کردند. این رزم‌ناوها در ۱ مارس با پشتیبانی سایر کشتی‌ها و هواپیماهای نیروی دریایی امپراتوری ژاپن از قلمرو تحت کنترل ژاپن خارج شدند. در ۹ مارس، آنها با کشتی بخار بریتانیایی بهار مواجه شده و آن را غرق کردند، و رزم‌ناو سنگین تون بیش از ۱۰۰ بازمانده را سوار کرد. نیروی ژاپنی از ترس شناسایی شدن، متعاقباً به هند شرقی هلند بازگشت و در ۱۶ مارس به آنجا رسید.
دو روز بعد، ۷۲ یا ۸۹ خدمه و مسافر بریتانیایی بهار در کشتی تن به قتل رسیدند. پس از جنگ، فرمانده حمله، دریاسالار نائوماسا ساکونجو، به دلیل این جنایت جنگی اعدام شد و کاپیتان تن، هارو مایوزومی، به هفت سال زندان محکوم شد.

## جستارها وابسته
- مهاجمان ژاپنی در اقیانوس هند